# Windows Sidebar
A Windows Sidebar é um painel que pode ser encontrado tanto no lado direito do ambiente de trabalho do Windows (posição padrão), como no lado esquerdo. É uma das novas funções apresentadas do Windows Vista. Nenhuma versão da Sidebar foi disponibilizada pela Microsoft para sistemas operativos que não o Windows Vista, embora já existam patches para que ela funcione no Windows XP e no Windows Server 2003.
A Windows Sidebar é um componente que suporta Microsoft Gadgets, mini aplicativos que podem ser usadas para mostrar simultaneamente diferentes informações como as horas, funcionalidades com recurso à Internet como feeds RSS, e para controlar aplicações externas como o Windows Media Player. Os Microsoft Gadgets podem ser executados no ambiente de trabalho do Windows e na Windows Sidebar.

## Curiosidades
Originalmente, a Windows Sidebar foi criada para substituir a área de notificação do Windows, mas estes planos foram mais tarde abandonados em versões internas posteriores do Longhorn e, mais tarde, do Windows Vista.
O Windows Sidebar foi substituído pelo Desktop Gadget Gallery no Windows 7.
Windows 8 build 8438 é um build pré-RTM do Windows 8. Esta compilação Estranhamente é chamado ie_longhorn. No entanto, isso é provavelmente uma referência. Esta é a primeira compilação a remover o acesso ao Gadgets da área de trabalho do Windows devido a riscos de segurança.
Windows 8 build 8888 (a última versão beta) Essa compilação é essencialmente a mesma que a RTM onde foi removido completamente o Windows Sidebar